# Пасажирський літак

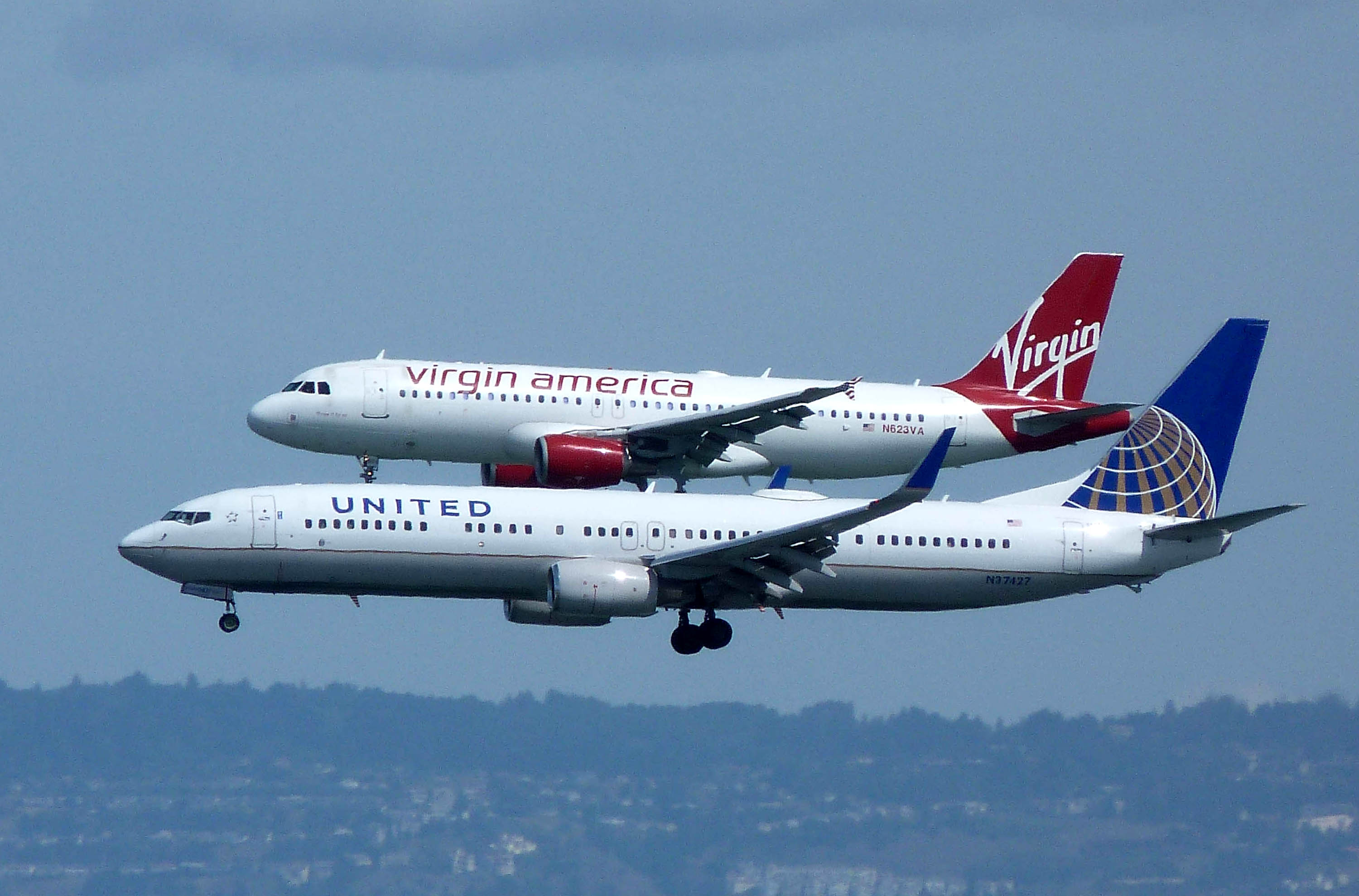
Boeing 737 (United, на передньому плані) і Airbus A320 (Virgin, на задньому плані) є найпоширенішими авіалайнерами.

Пасажи́рський літа́к (комерційний літак, авіалайнер) — літак, призначений для перевезення пасажирів і багажу. Не існує чіткого визначення такого літака, однак найчастіше пасажирським літаком прийнято вважати літак, що має не менше двох двигунів, вміщає від 20 і більше пасажирів, а також важить не менше 20 тонн.

## Типи пасажирських літаків

### Надзвукові
У світі було лише 2 надзвукових авіалайнери — Конкорд та Ту-144. 21 серпня 1961 року Дуглас DC-8-43 (реєстрація N9604Z) перевищив Мах 1 під час контрольованого занурення під час тестового польоту на авіабазі Едвардс. Екіпажем були Вільям Магрудер (пілот), Пол Паттен (пілот), Джозеф Томіч (бортінженер) та Річард Х. Едвардс (інженер льотних випробувань). Це перший надзвуковий політ цивільного авіалайнера.

#### Boom Overture
Boom Overture — це проєкт надзвукового авіалайнера, який розробляється Boom Technology, американською стартап-авіакомпанією. Boom Overture повинен летіти зі швидкістю 10 % швидше Конкорда. Планується ввести в 2030 році, завдяки 500 життєздатним маршрутам може існувати ринок для 1000 надзвукових авіалайнерів із тарифами бізнес-класу. До грудня 2017 року він зібрав 76 зобов'язань. Заплановано мати дельта- конфігурацію крила (подібно до Конкорда) але будуватимуть із композитних матеріалів. Він буде живитися від трьох сухих (не допалюваних) турбовентиляторів вагою 15 000–20 000 фунтів (67–89 кН) .

#### Конкорд

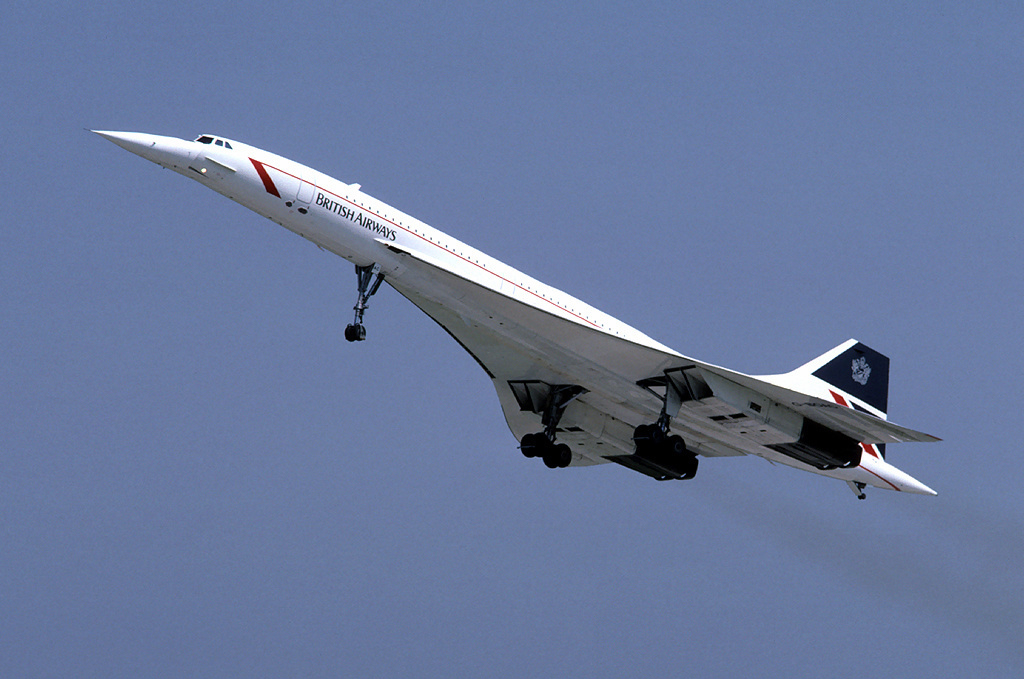
Конкорд авіакомпанії British Airways

Всього було побудовано 20 Конкордів: два прототипи, два літаки-розробники та 16 серійних літаків. З шістнадцяти серійних літаків два не вступили в експлуатацію, а вісім залишилися в експлуатації станом на квітень 2003 року. Усі ці літаки, крім двох, збереглися; два, які не є, — F-BVFD (cn 211), припаркований як джерело запасних частин у 1982 р. та зданий на знос у 1994 р., та F-BTSC (cn 203), який розбився біля Парижа 25 липня 2000 р., загинувши 100 пасажирів, 9 членів екіпажу та 4 людини на землі.

#### Туполєв Ту-144
Всього було побудовано шістнадцять літальних апаратів Туполев-Ту-144; сімнадцятий Ту-144 (реєстр. 77116) так і не був добудований. Паралельно з розробкою прототипу 68001 існував принаймні один наземний випробувальний планер для статичних випробувань.

### Широкофюзеляжні

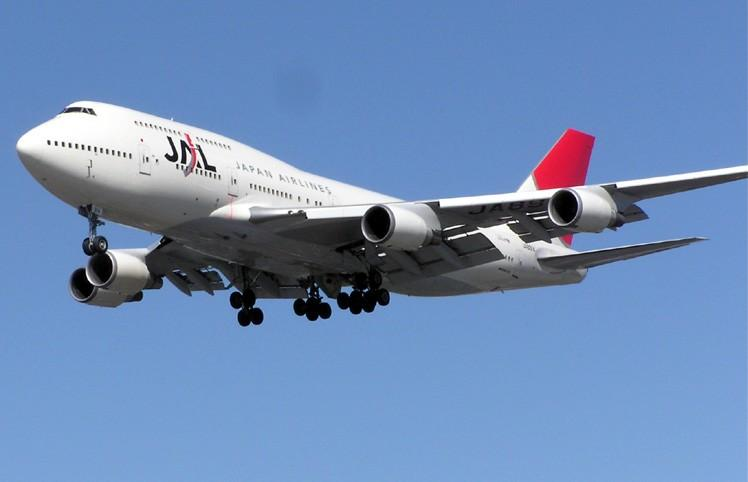
Boeing 747

Широкофюзеляжні авіалайнери, іменовані також як аеробуси, є рекордсменами за габаритами серед пасажирських літаків. Довжина фюзеляжу у найбільших машин перевищує 70 метрів, а діаметр — 5-6 метрів, що дозволяє розмістити в ряду 6-10 крісел. Існують двопалубні широкофюзеляжні літаки, такі як Boeing 747 і А380. Крім них в даний час використовуються однопалубні широкофюзеляжні A300, A310, A330, A340, Boeing 767, 777 і Boeing 787 Dreamliner, а також Іл-86 та Іл-96. У стадії розробки знаходиться A350. Широкофюзеляжні літаки призначені для перевезення великої кількості пасажирів на як правило середні та великі відстані. Такі літаки зважаючи на свою високу ціну як правило беруться авіакомпаніями в операційний лізинг, а не купуються.

### Вузькофюзеляжні
Вузькофюзеляжні літаки набагато поширеніші. Вони використовуються як правило на авіалініях середньої та малої протяжності та мають меншу в порівнянні з широкофюзеляжними літаками пасажиромісткість. Діаметр фюзеляжу на цих повітряних суднах не перевищує 4 метрів. Найпоширеніші представники цього класу — американські Boeing 737 і 757, європейський А320 і російський Ту-154.

### Регіональні

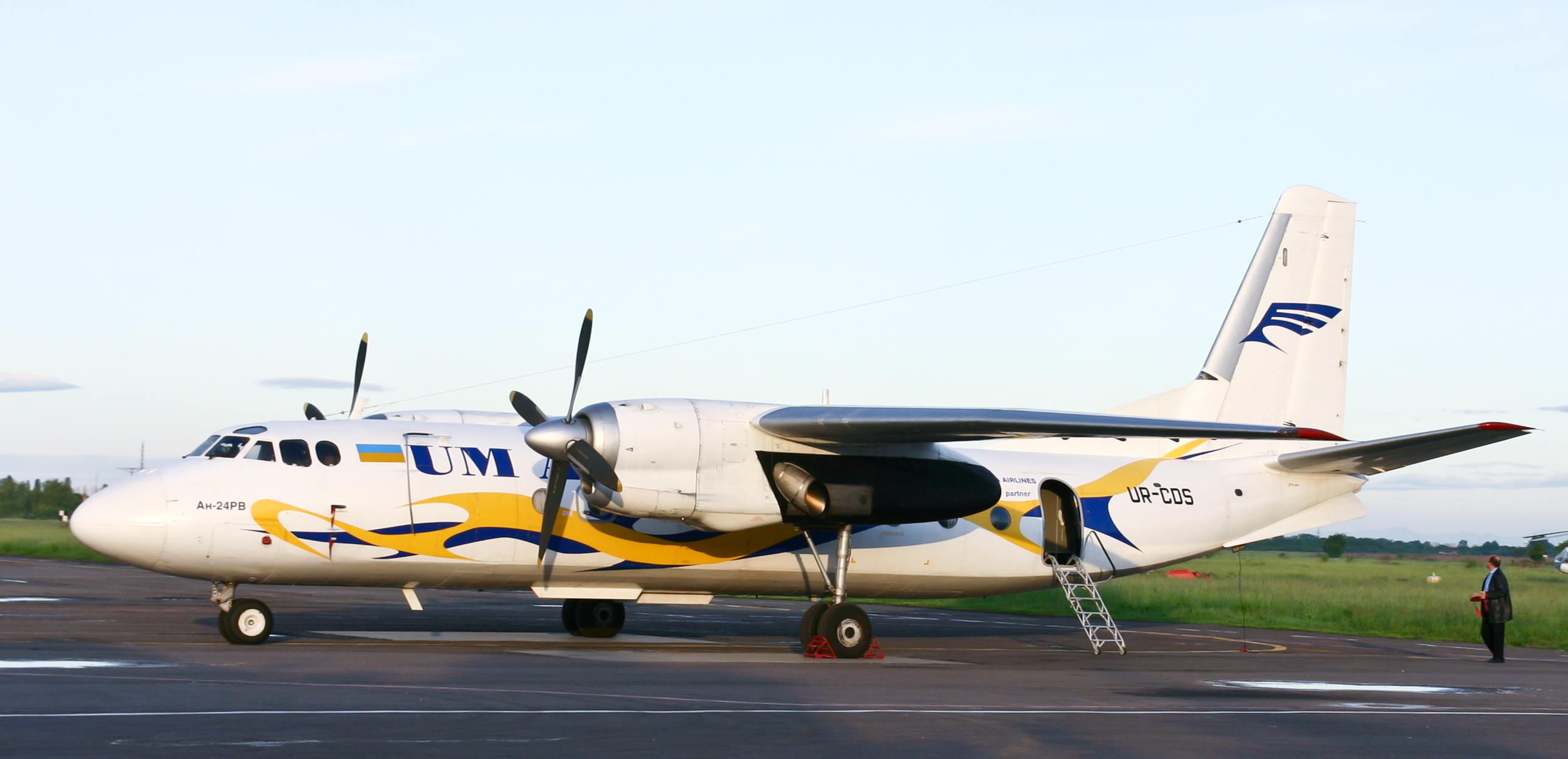
Ан-24

До регіональних літаків відносять ще дрібніші за габаритами повітряні судна. Вони перевозять до 100 пасажирів на відстані до 2-3 тисяч кілометрів. На цих літаках можуть встановлюватися як турбогвинтові, так і турбореактивні двигуни. До таких відносяться літакам літаки сімейства ERJ, CRJ, ATR, Dash-8 і SAAB, російський Як-40 і український Ан-24.

### Місцеві
Найдрібніший клас пасажирських літаків складають літаки, призначені для перевезення малої кількості пасажирів (від 20) на відстані до 1000 кілометрів. Вони найчастіше оснащені турбогвинтовими або поршневими двигунами. Найпоширеніші літаки такого класу випускають Сессна та Beechcraft.

## Країни-виробники пасажирських літаків
- США: Boeing, Bell Aircraft
- Канада: Bombardier
- Бразилія: Embraer
- Франція: Dassault Aviation
- Швеція: Saab AB
- Італія: ATR
- Велика Британія: British Aerospace
- ЄС: Airbus
- Україна: Антонов
- Росія: Іллюшин, Сухой, Туполєв, Яковлєв
- Китай: Xi'an Aircraft Industrial Corporation